# Andamáni drongó
Az andamáni drongó (Dicrurus andamanensis) a madarak osztályának verébalakúak (Passeriformes) rendjébe és a drongófélék (Dicruridae) családjába tartozó faj.

## Rendszerezése
A fajt Reginald C. Beavan brit ornitológus írták le 1867-ben.

## Alfajai
- Dicrurus andamanensis andamanensis Beavan, 1867
- Dicrurus andamanensis dicruriformis (Hume, 1873)

## Előfordulása
Az Indiához tartozó Andamán-szigetek területén és Mianmarban honos. Természetes élőhelyei a szubtrópusi vagy trópusi síkvidéki esőerdők. Állandó, nem vonuló faj.

## Megjelenése
Testhossza 28-29 centiméter.

## Életmódja
Rovarokkal táplálkozik.

## Természetvédelmi helyzete
Az elterjedési területe kicsi, egyedszáma viszont csökken, de még nem éri el a kritikus szintet. A Természetvédelmi Világszövetség Vörös listáján nem fenyegetett fajként szerepel.

## További  információk
- Képek az interneten a fajról
- Ibc.lynxeds.com - videók a fajról
- Xeno-canto.org - a faj hangja és elterjedési területe